# Dofus
Dofus è un MMORPG tattico creato da Ankama Games. Uscito il primo di settembre 2004, Dofus ha conosciuto un grande successo grazie a suo sistema di combattimenti a turni, alla sua grafica originale e ad un grande umorismo. Sebbene inizialmente fu lanciato soltanto in Francia, è stato recentemente aperto anche a un pubblico internazionale, con l'apertura di due server in lingua inglese, due in lingua spagnola e uno in lingua italiana (2008).
Altri prodotti sono stati creati da Ankama dopo il successo di Dofus in Francia: il gioco Wakfu, versione futuristica di Dofus, che si svolge 1000 anni dopo, disponibile dal 2011, attualmente solo in lingua inglese e francese, o Dofus Aram, dove si deve creare una squadra di combattenti intera e sfidare gli altri giocatori, usando il sistema unico di combattimento di Dofus.

## Trama
Da quando i preziosi DOFUS sono scomparsi, la provincia di Amakna è in subbuglio. Ed ha ragione: poiché i favolosi poteri racchiusi in queste magiche uova di drago fomentano le più grandi brame, le due città di Bonta e Brakmar si stanno già affrontando. Ma una minaccia ancor più terrificante sembra incombere su Amakna. Sistematicamente strane creature prendono vita in una fauna e in una flora già di per sé molto ricche, e nuove terre appaiono laddove poco tempo prima non esisteva che il nulla. Qualunque siano le loro origini, le loro motivazioni e gli avvenimenti che li circondano, tutti gli avventurieri condividono lo stesso obiettivo: impadronirsi dei 6 preziosi DOFUS.

## Modalità di gioco
Dofus è un gioco di ruolo nel quale il principale obbiettivo è potenziare sempre di più il personaggio ed arrivare al livello 200, il livello massimo. Il personaggio si evolve con l'esperienza che acquisisce alla fine di ogni combattimento, il quale si svolge a turni, a differenza degli altri MMORPG. Alla fine dei combattimenti, possiamo droppare varie risorse (che serviranno a craftare gli equipaggiamenti) oppure equipaggiamenti veri e propri, se non dei Dofus. Questi, infatti, saranno di vitale importanza per il personaggio che lo aiuteranno a evolversi con maggior facilità.
Per comprare risorse o gli equipaggiamenti dai mercatini o da altri giocatori, si deve disponere dell'unica moneta in Dofus, i Kama. Questi si potranno vincere alla fine di un combattimento oppure con il proprio mestiere, craftando equipaggiamenti per poi rivenderli agli altri giocatori.
Ultimamente è stata introdotta una nuova moneta, gli Ogrin, che permetteranno di usufruire dei vari servizi introdotti dall'Ankama, tra i quali il cambiamento del colore/del nome/del sesso del personaggio, acquisto di equipaggiamenti rari oppure scambiando una certa quantità di Ogrin per un certo periodo di abbonamento. L'abbonamento permette di combattere in tutte le zone del Mondo dei 12, equipaggiare famigli (simpatici animali che, una volta che si prende cura di loro dandogli da mangiare, danno delle caratteristiche bonus al personaggio) e cavalcature, organizzare i propri mercatini e così via.
Ogni personaggio dispone di una barra di energia, il cui valore è 10 000 per tutti. Una volta arrivata a 0, il personaggio si trasforma in fantasma e non potrà far nulla se non muoversi per le mappe e cercare una delle tante statue a forma di fenice, che lo resusciteranno, e sta al personaggio trovare un modo per recuperare tutta la sua energia, attraverso degli oggetti utilizzabili oppure semplicemente sconnettendosi in una taverna.

## Classi
La Portata di Ocra
Gli Ocra sono Arcieri tanto orgogliosi quanto precisi! Sono preziosi alleati contro gli adepti della rissa libera. Sono abili nel far danni! Restano a distanza e scoccano le loro frecce piumate nelle più piccole aperture lasciate incustodite. Se letto al contrario ocra vuol dire "arco", infatti questa classe predilige gli attacchi a grande distanza.
Le Dita di Anutrof
Gli Anutrof sono Cacciatori incalliti di tesori! Si interessano a qualsiasi prodotto, oggetto o creatura da cui potranno ricavare dei kama. La prima cosa che fa un Anutrof quando incontra un altro avventuriero è squadrarlo. È vero: agli occhi di un Anutrof, un avventuriero è una creatura piena di prodotti e ricoperta di oggetti... rivendibili!. Se letto al contrario Anutrof vuol dire "Fortuna", infatti dispongono un'alta quantità di Prospezione, ovvero i punti che aumentano il drop da un certo mostro sconfitto.
Lo Scudo di Feca
I Feca sono Protettori leali. Sono apprezzati dai gruppi di avventurieri per i loro poteri protettivi ma anche perché tengono il bastone in modo molto furbo. Da generazioni i Feca sono orgogliosi di essere difensori senza pari ai quali i Saggi hanno conferito gli oggetti più preziosi, in completa fiducia. Il loro nome deriva da Café.
Il Cuore di Yop
Gli Yop sono Guerrieri decisi e irreprensibili! Una cosa è sicura: sanno far parlare le armi. D'altronde, versare sangue almeno una volta al giorno è per loro segno di buona salute. Il loro temperamento impetuoso fa degli Yop dei paladini dell'estremo, capaci di tutto nel bene e nel male!. Personaggio molto forte che usa solo attacchi ravvicinati e hanno incantesimi che aumentano i danni inferti da un attacco o da un altro incantesimo. I loro sono incantesimi che usano quasi tutti gli elementi (Terra, Fuoco, Aria). Il nome viene da una marca di yogurt venduta in Francia, per l'appunto "Yop".
La Frusta di Osamodas
Gli Osamodas sono invocatori nati! Hanno il potere di invocare creature e sono dei notevoli ammaestratori. Circola la diceria che taglino i loro vestiti nella pelle dei loro nemici, ma provate a chiederglielo..e scoprirete come finiranno i vostri giorni, se da stivale o sotto forma di berretto foderato di pelliccia. Le creature Evocatore che combattano al loro fianco sono: Tofu, Pappatutto, Prespic, Cinghiale, Bwork, Croccaroc è Draghettino Rosso. Il nome deriva da "sadomaso".
L'Ombra di Etram
Gli Etram sono Assassini che amano le borse, preferibilmente rigonfie. Sollevare i drappi di una tunica, tastare il fondo di una tasca, dare prova di destrezza, intascare alla fine i gioielli tanto agognati, tendere un agguato mortale: ecco la vita di un discepolo di Etram! Il nome deriva da Marte.
Il Sangue di Sàcrido
I Sàcridi sono Berserker le cui forze si moltiplicano quando vengono colpiti! Dato che non temono né colpi né ferite, si troveranno spesso in prima linea e per tale caratteristica saranno assai apprezzati dai gruppi di avventurieri! Il Sàcrido è veramente il compagno ideale per le tue lunghe serate di guerra. Personaggi dai punti ferita incredibilmente elevati, sono dei personaggi noti per il loro combattimento ravvicinato. Sono in grado di causare un numero elevato di danni in corpo a corpo, inoltre dispongono di incantesimi che aumentano le caratteristiche quando si viene colpiti.
La Moneta di Ecaflip
Gli Ecaflip sono Guerrieri giocatori che si cacciano nei posti in cui si può guadagnare molto, e perdere molto.. Un Ecaflip a suo agio gioca senza sosta, per tutto e per niente. Ma attenzione, prende il gioco molto sul serio e arriva perfino a puntare la sua vita su un lancio di dadi pur di vincere un combattimento. Gli Ecaflip hanno attacchi che si basano sulla fortuna. Il loro nome deriva da "Pil et Face", "Testa o Croce" in Francese.
Le Mani di Aniripsa
Gli Aniripsa sono Guaritori che utilizzano una semplice Parola, soprattutto per curare i loro alleati, ma talvolta anche per ferire i loro nemici. Tra loro, alcuni sono perfino diventati cacciatori di parole, misuratori del verbo, oppure esploratori delle lingue dimenticate. Il nome deriva da "Aspirina", legato alla loro capacità di curare gli alleati tanto quanto se stessi.
Il Sandalo di Sadida
I Sadida sono degli Invocatori che fabbricano unguenti e temibili pozioni! Addomesticare i Rovi per farne delle armi terrificanti, confezionare bambole da guerra e incantesimi, ecco ciò che soddisfa ogni discepolo Sadida degno di tale nome. Il loro nome deriva da "Adidas", nota multinazionale produttrice di attrezzature e abbigliamento sportivi.
La Clessidra di Xelor
Gli Xelor sono Maghi che dominano il tempo e tutti i meccanismi che segnano le ore - carillon, orologi e pendole - sono in loro balia e obbediscono ad ogni loro cenno. Gli Xelor giocano quindi con il tempo per rallentare un nemico o per teletrasportarsi a loro piacimento. Il loro nome è il contrario di "Rolex", una prestigiosa marca di orologi.
La Pinta di Pandawa
I Pandawa sono Guerrieri Sherpa che sanno fare pazzie con il proprio corpo (e con quello altrui). Infatti, il Pandawa può sollevare i suoi alleati per proteggerli mentre può spedire i nemici gambe all'aria per ferirli.
Un incrocio tra uomini e panda, basano le loro abilità sull'utilizzo dell'alcol. Sono disponibili solo per i giocatori abbonati. Fortissimi nel combattimento diretto, possono muovere gli altri giocatori o mostri, portandoli e lanciandoli sulla mappa. Il nome, oltre a derivare da "Panda", è l'anagramma di Padawan.
L'Astuzia del Ladrurbo
I Ladrurbi sono fini strateghi che usano le bombe! In ogni situazione, lo sanno tutti, maneggiano la polvere come nessun altro e quando si tratta di far esplodere i loro nemici, non si fanno pregare. Se per caso passando su un terreno minato noti delle scintille, stai pur tranquillo che un Ladrurbo è nelle vicinanze!
Personaggio che evoca bombe per infliggere danni. Il loro nome deriva da un gruppo di NPC.
La Maschera del Danzal
Questo guerriero dai molteplici volti può adattarsi a tutte le situazioni. Trae i suoi poteri dalle maschere che indossa e può anche cambiare tecniche di combattimento. Che ti picchi da lontano, che ti tenga in corpo a corpo o che ti faccia molti danni, il Danzal è sempre pieno di sorprese. E i suoi avversari ne fanno spesso le spese. Personaggio che usando 3 maschere diverse ottiene particolari bonus: Maschera del Vile, Maschera di Classe e Maschera dello Psicopatico. La prima maschera permette di usare incantesimi a lungo raggio; la seconda incantesimi per difesa, movimento; la terza incantesimi ad area e in modalità berserk che ne riduce il controllo.
Il Vapore degli Steamer
Gli Steamer si trovano a proprio agio tanto sott'acqua quanto sul campo di battaglia. Arpionatori, guardiani, maestri del movimento sul terreno: questi esploratori degli abissi sono mutevoli come le onde. Le loro Torrette tecnomagiche bombardano chiunque si trovi nel loro raggio di azione, amici e nemici. Attenzione quindi a non ritrovarti sotto un diluvio di tecnomagia! Personaggio che combatte sfruttando il controllo della mappa, può utilizzare 3 torrette: una per infliggere danni, una per curare e una per spostare. Il loro nome deriva da "Steam" ("Vapore" in lingua inglese).
Il Portale dell'Eliotrop
Apparsi per caso dopo uno strano incidente, gli Eliotrop sono immagini speculari del loro creatore, il Re-Dio. Si muovono alla velocità della luce, scompaiono in un batter d'occhio per poi riapparire in qualche altro posto, lontano. Come gli Elatrop, tutti gli Eliotrop conoscono i segreti più nascosti del Wakfu.
La Runa dell'Hipermago
Gli Hipermaghi possono combinare il Fuoco, l'Aria, l'Acqua e la Terra per lanciare incantesimi dagli effetti molteplici. Maestri delle rune elementali, venerano la Bilancia Krosmica, una forza misteriosa che cerca di mantenere l'equilibrio nell'universo.
La Rabbia di Uginak
Gli Uginak sono guerrieri che rintracciano le loro prede senza pietà. Agili e resistenti, non esitano a saltare su tutto ciò che si muove. Persona o mostro: è lo stesso per loro!

## Combattimento
Il combattimento si basa sul gioco a turni, su una mappa quadrettata di superficie variabile. Ogni personaggio ha un suo turno, il cui ordine di precedenza è deciso da uno specifico parametro, che aumenta con l'aumentare dei punti delle altre caratteristiche, grazie ad oggetti magici o grazie all'aiuto di altri giocatori. In ogni turno (della durata di 30 secondi massimi per personaggio) si possono compiere movimenti sul campo di battaglia spendendo i PM, ovvero i Punti Movimento (di base, 3), e azioni spendendo i Punti Azione, abbreviati in PA (spesa variabile a seconda del livello dell'abilità). Una volta giunti a 0 in entrambi i parametri, si può solo passare il turno. La strategia fa parte integrante del combattimento, ed è preferibile giocare in squadre (massimo 8 giocatori) per vincere, sia contro i mostri che con le squadre avverse nell'ottica del player versus player (PvP), in gioco per l'esistenza di due città in costante guerra, Brakmar e Bonta.

## Mestieri
Il personaggio può apprendere diversi mestieri nel gioco. Si distinguono i mestieri di raccolta: minatore, contadino, pescatore o taglialegna; e i mestieri di artigianato: fabbro e scultore per le armi; sarto, gioielliere o calzolaio per le armature, senza dimenticare panettiere, pescivendolo e macellaio che producono cibo per aiutare a riprendere vita o energia.
Un mestiere va dal livello 1 a 200, e in funzione del livello sono disponibili diverse raccolte e realizzazioni. Finalmente, esiste un miglioramento al livello 65 del mestiere, che permette di modificare le caratteristiche degli oggetti con la disciplina chiamata forgemagie in francese, letteralmente forgimagia in italiano.
Con l'aggiornamento 2.29 tutti i mestieri possono essere appresi da un solo personaggio.

## Allineamenti
Un sistema di allineamento permette ai giocatori di entrare nella permanente guerra fra le 2 città nemiche di Bonta e Brakmar, sotto la forma di un modo PvP (Player versus Player). Bonta, la città dei buoni, si oppone a Brakmar dove vivono i cattivi, e di questo punto dipende molto nel gioco: certe zone sono riservate a un campo o l'altro secondo chi lo possiede.
L'appartenenza a un campo si vede con le ali: le ali da angelo per i Bontariani e da demone per i Brakmariani. Più il personaggio evolve il suo allineamento (attraverso i PvP), più le sue ali crescono.

## Gilde
I personaggi di ogni specie, di ogni livello possono associarsi per formare gilde. Questo permette ai membri di parlarsi, di coordinarsi, di mettere dei percettori per prendere delle risorse nei combattimenti.
Per creare una gilda è necessario una pietra, la Gildalogemma, e recarsi al tempio delle gilde.
Certi giocatori formano gilde solo per conquistare. Le gilde possono avere case e recinti dove mettere le cavalcature.

## Premi ottenuti
- Premio del Migliore gioco e premio del pubblico al Flash festival in Francia nel mese di maggio 2004.
- Gioco del mese della rivista Edge in luglio.
- Premio del migliore gioco e premio del pubblico al Flashforward Film Festival di Seattle nel mese di febbraio 2006.
- Premio del pubblico al Independent Games Festival di San José en marzo 2006.
- Congratulazioni del premio Médias Jeunesse decernato per la liga del insegnamento nel mese di novembre 2006.

## Galleria d'immagini
Precedenti loghi di Dofus.

Logo di Dofus 1.0
Logo di Dofus 2.0

## Serie animata
Essendo Dofus un progetto transmedia, ne è stata tratta anche una serie animata televisiva.